# Günther Reeder
Günther Reeder (* 2. November 1915 in Berlin-Karlshorst; † 2. Oktober 2003) war ein deutscher Konteradmiral der Bundesmarine.

## Leben
Günther Reeder, Sohn eines Bankrates, trat 1935 in die Kriegsmarine ein und wurde am 1. Juli 1936 Fähnrich zur See. Von Februar 1939 bis September 1940 war er Erster Wachoffizier auf U 58. Im Oktober 1940 war er kurz bis Januar 1941 und dann erneut im Februar/März 1941 Kommandant von U 7. Anschließend kam er bis Oktober 1941 als Lehrer zur 1. U-Lehrdivision. Ab der Indienststellung am 1. November 1941, er war im Oktober 1941 bereits zur Baubelehrung anwesend, war er ab 1. Juni 1942 als Kapitänleutnant Kommandant von U 214. Bei seiner fünften Feindfahrt mit U 214 wurde er Anfang Mai 1943 durch Maschinengewehrbeschuss eines britischen Whitley-Bombers schwer verletzt und musste das Kommando abgeben. Am 29. Juni 1943 wurde er mit dem Deutschen Kreuz in Gold ausgezeichnet. Ab Mai 1943 war er bis September 1943 zur Verfügung der 9. U-Flottille gesetzt und kam bis Kriegsende als Lehrer zur 3. U-Lehrdivision.
Nach dem Krieg wurde er in die Bundeswehr übernommen. Ab Januar 1962 war er bis Ende des Jahres Kommandant von Z 6 und wurde dann nach der Beförderung zum Kapitän zur See Kommandeur der Ubootflottille. Im Januar 1964 gab er das Kommando an Fregattenkapitän Hans-Günther Lange ab. Als Kapitän zur See, ab Anfang 1966 Flottillenadmiral, war er von Februar 1966 bis März 1967 Befehlshaber der Seestreitkräfte der Nordsee. Er wurde bis September 1968 Stellvertreter des Befehlshabers des Flottenkommandos. In dieser Position wurde er auch mit dem 12. April 1967 zum Konteradmiral befördert. Von Oktober 1968 bis Ende März 1971 war er Chef des Führungsstabes der Streitkräfte. Im April 1971 trat er in den Ruhestand.
1971 wurde er mit dem Großen Verdienstkreuz des Verdienstordens der Bundesrepublik Deutschland ausgezeichnet.